# 란의 연가
"란의 연가"는 한국에서 제작된 김영한 감독의 2003년 영화이다. 황은정 등이 주연으로 출연하였다.

## 출연

### 주연
- 황은정
- 이원종
- 한태일